# Gold (singel B’z)
GOLD – trzydziesty drugi singel japońskiego zespołu B’z, wydany 8 sierpnia 2001 roku. Osiągnął 1 pozycję w rankingu Oricon i pozostał na liście przez 10 tygodni, sprzedał się w nakładzie 562 100 egzemplarzy. Singel zdobył status podwójnej platynowej płyty.
Utwór tytułowy został wykorzystany jako oficjalna piosenka Mistrzostw Świata w Pływaniu 2001 w Fukuoce.
Singel ukazał się w dwóch wersjach: standardowej oraz limitowanej edycji specjalnej. Oprócz tytułowego utworu, na singlu znalazły się również inne kompozycje oraz wersje instrumentalne. „GOLD” stanowi jedno z ważniejszych wydań zespołu z początku XXI wieku, potwierdzając jego niezmienną popularność na japońskiej scenie muzycznej.

## Lista utworów
| Nr | Tytuł                                                  | Czas |
| -- | ------------------------------------------------------ | ---- |
| 1. | „GOLD”                                                 | 5:36 |
| 2. | „ultra soul ~Splash Style~”                            | 3:33 |
| 3. | „Makka na Silk” (jap. まっかなシルク Makka na Shiruku) | 3:08 |

## Muzycy
- Tak Matsumoto: gitara, kompozycja i aranżacja utworów
- Kōshi Inaba: wokal, teksty utworów, aranżacja
- Hideo Yamaki: perkusja (#1)
- Kaichi Kurose: perkusja (#3)
- Kōji „Kitarō” Nakamura: gitara basowa (#1)
- Masao Akashi: gitara basowa (#3)
- Akira Onozuka: acoustic piano (#1)
- Shinozaki Strings: instrumenty smyczkowe (#1)
- TAMA MUSIC: róg (#1)
- Daisuke Ikeda: aranżacja instrumentów smyczkowych i rogu (#1)

## Notowania
| Lista                                  | Pozycja |
| -------------------------------------- | ------- |
| Oricon Weekly Singles Chart            | 1       |
| Oricon Monthly Singles Chart           | 2       |
| Oricon Yearly Singles Chart (rok 2001) | 27      |